# Astaroth

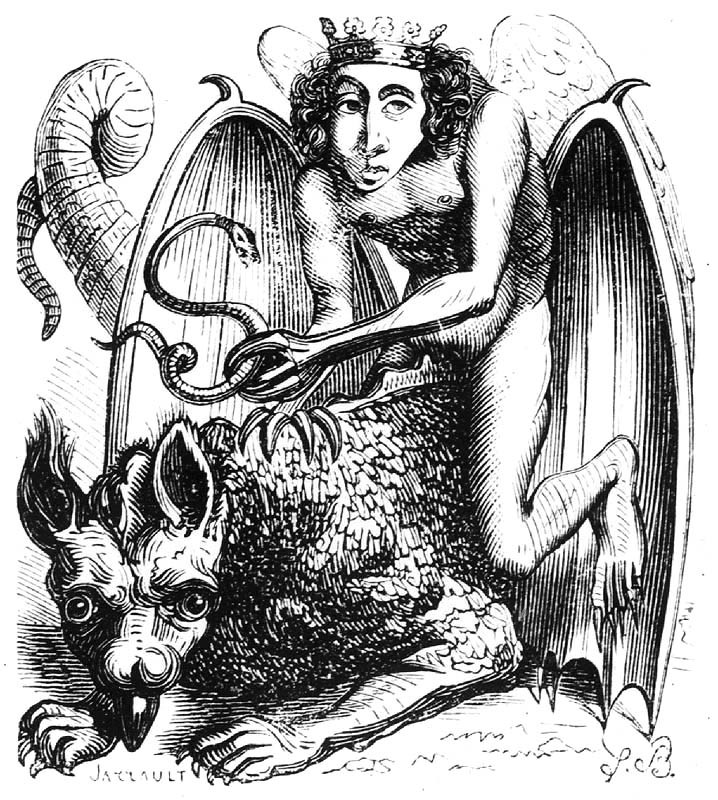
Imagine cu Astaroth din Dictionnaire Infernal

Astaroth (alte variante Ashtaroth, Astarot, Asteroth) este, în demonologie, prințul încoronat al iadului. El este o figură masculină numită după zeița canaanită Astartea.
Numele Astaroth a fost ultima formă derivată a zeiței feniciene Astarte, un echivalent al babilonianului Iștar și al celui sumerian anterior Inanna. Este menționat în Biblia ebraică în formele Ashtoreth (singular) și Ashtaroth (plural, cu referire la numeroasele sale statui). Această ultimă formă a fost direct transliterată în primele versiuni grecești și latine ale Bibliei, fiind mai puțin evident în aceste cazuri că a fost un plural la feminin în ebraică. 